# Фанатки на сніданок не залишаються
«Фанатки на сніданок не залишаються» — кінофільм режисера Марка Ротемунда, що вийшов на екрани в 2010 році.

## Зміст
Ліла рік провчилася в Америці й повертається у рідну Німеччину. На батьківщині її чекає знайомство з красенем Кріцем, який виявляється фронтменом нового німецького гурту, що менш ніж за рік став найпопулярнішим серед тінейджерів своєї країни. Чи зуміють герої зберегти своє боязке почуття серед безумств фанаток і контролю продюсера, який наполягає на букві контракту, де сказано, що Кріц не може заводити серйозні стосунки.

## Ролі
| Актор           | Роль |
| --------------- | ---- |
| Анна Фішер      | Ліла |
| Костя Улльман   | Кріс |
| Інка Фрідріх    | -    |
| Бен Браун       | -    |
| Ембер Бонгард   | -    |
| Джозеф Маттес   | -    |
| Ніна Гумма      | -    |
| Роман Книжка    | -    |
| Майкл Кесероглу | -    |
| Франциска Вульф | -    |

## Знімальна група
- Режисер — Марк Ротемунд
- Сценарист — Христина Магдалена Хенн, Ліа Шмідбауер
- Продюсер — Єва Карлстрем, Андреас Ульмке-Смітон
- Композитор — Герд Бауманн